# 筋骨めぐり (飛騨金山)

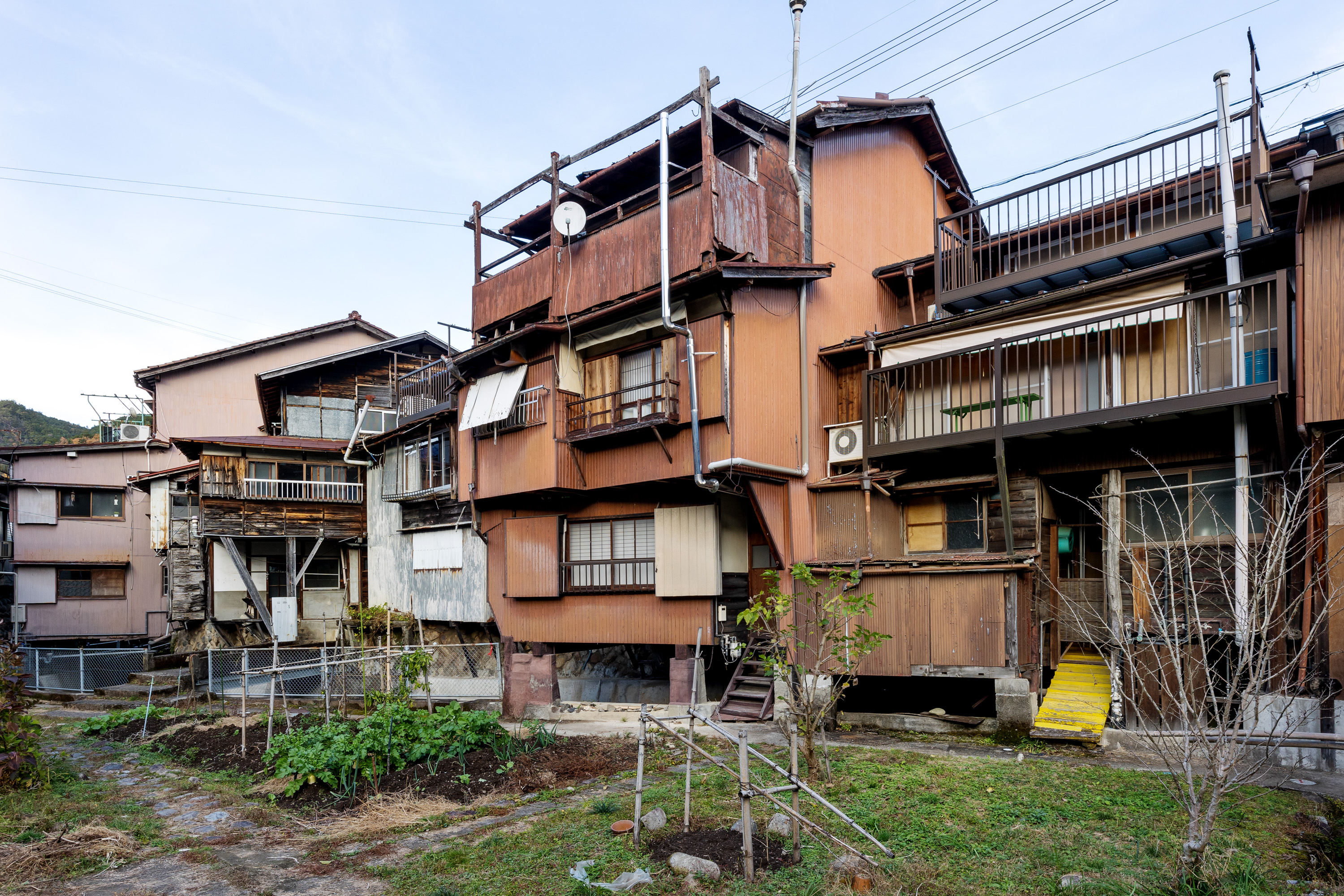
長洞谷（水路）の上に立ち並ぶ家

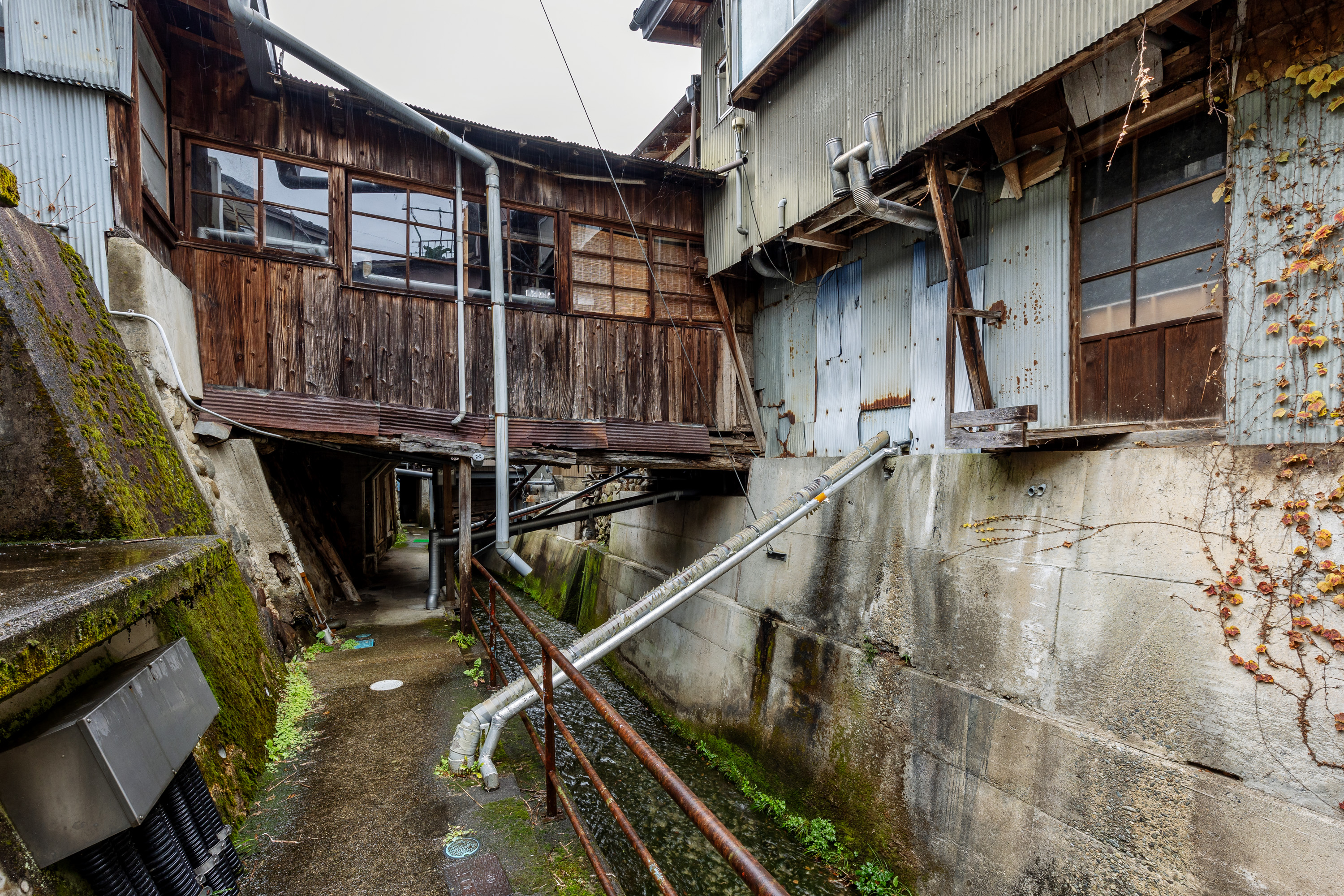
道と長洞谷（水路）の上に建つ建造物

筋骨めぐり（きんこつめぐり）とは、岐阜県下呂市金山町にある昭和レトロな観光コース。迷路のような路地裏探検を楽しむことができる。

## 概要
江戸時代「飛騨街道 金山宿」と言われ、金山村の周辺にはそれぞれ尾張藩、苗木藩、郡上藩（後に旗本遠藤氏知行地）、飛騨高山藩（後に幕府領）という、異なる4つの領主に分かれていた地域の宿場で大変栄えていた。
飛騨街道は住人以外の人間や荷車の往来が激しく危険なため、建ち並ぶ民家の隙間に生活用として人が1人通れる程度の道幅の裏道がたくさん作られ、筋や骨が複雑に絡み合う人間の体に例え「筋骨」と名付けられた。（近年は「飛騨金山の筋骨めぐり」と呼ばれ昭和レトロな観光名所になっている）。現在でも筋骨はここに住む人々の近道として活用され、生活に密着した共同通路である。
なお、この狭い路地は、かつては国が所有する、言わば国道であったが、後に主要道と区別され法定外道路となり、益田郡5町村が下呂市へ合併した2004年(平成16年)から市の所有・管理となっている。
筋骨周辺には、明治～昭和時代の木造家屋が数多く残っており、昭和へタイムスリップしたようなレトロ感ある街並みを歩くことができる。
飛騨街道と劇場通りのあいだを横切る筋骨エリアは地下空間で、街道沿いに建ち並ぶ家々は表からみると2階建て、裏の地下空間から見上げると地下室のある3階建ての構造になっている。地下から湧き出た清水が豊富で水場が多数存在する。
明治初期に建てられた通し柱がない木造3階建ての料理旅館「清水楼」（廃業）や「昭和の銭湯」（廃業）、江戸後期に建てられた「奥飛騨酒造資料館」などがある。また、古墳時代の「両面宿儺（すくな）」伝説の舞台 の「鎮守山（ちんじゅさん）」や伊能忠敬の「飛騨測量始め地点」がある飛騨と美濃の境界にあたる「境橋（さかいはし）」などもある。

## 歴史
下呂市金山町(旧・益田郡金山町)の内、金山地区は江戸時代、美濃国武儀郡金山村と呼ばれ、武儀郡・加茂郡・郡上郡・益田郡の4郡の境界に位置し、郡上方面や、飛騨川を経て相対する飛騨国方面とを結ぶ飛騨街道上の交通の要衝地域であり、金山宿という宿場であった。当時、金山村を含む武儀郡は尾張藩、周辺の村々はそれぞれ、幕府領、苗木藩、郡上藩(後に旗本・遠藤家知行地となる)という、行政機構のまったく異なる村々であったが、地理的な近さや生活圏の同一性などから1955年(昭和30年)の合併により、益田郡金山町として1つの町となった経緯がある

## アクセス
- JR高山本線飛騨金山駅から徒歩5分
- 東海環状自動車道 富加関ICより下呂方面へ向かって約45分
- 下呂温泉より国道41号線を岐阜方面へ向かって約30分
- 駐車場は国道41号線沿いの「ドライブイン飛山」が利用できる。

## 周辺観光スポット（約1.5km範囲内）
- 歴史・文化

飛州下原中綱場｜下原口御番所址・福来口御番所｜加藤素毛記念館「霊芝庵」｜奥飛騨酒造資料館｜首塚・胴塚・足塚
- 自然・公園

中山七里｜火道角れき岩｜大船渡ダムの桜並木（4月初旬）
- 神社

下原八幡神社｜柯柄八幡神社｜子守金神社
- 寺

長福寺｜玉龍寺｜万福寺
- ハイキング

坊山｜三峯山
- 温泉

道の駅飛騨金山ぬく森の里温泉
- 食事

国道41号線沿い・飛騨街道沿い・駅前
- 土産

ドライブイン飛山｜道の駅飛騨金山ぬく森の里温泉
- 宿泊

道の駅飛騨金山ぬく森の里温泉｜民泊つむぎ｜清水屋旅館など

## ギャラリー

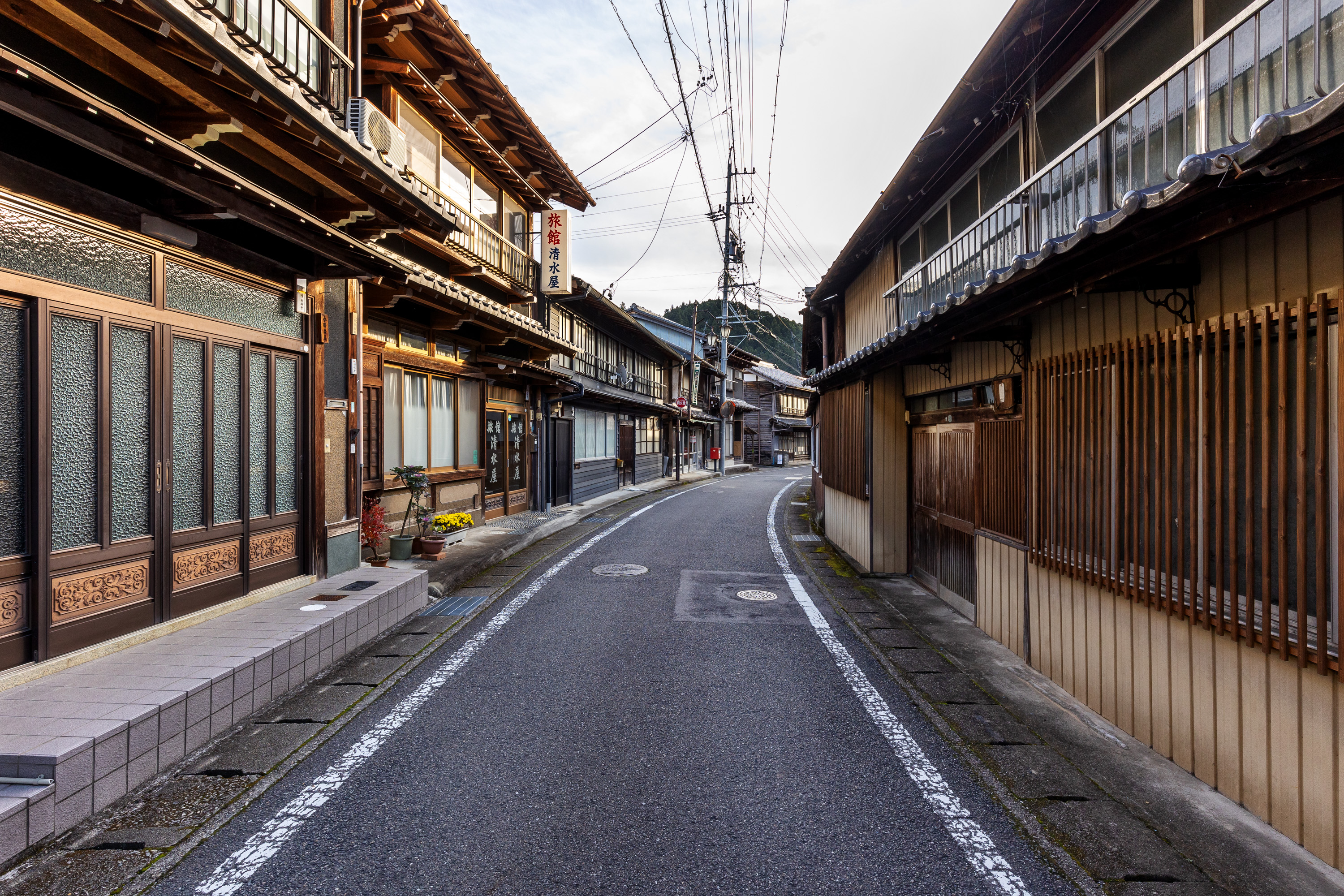
飛騨街道
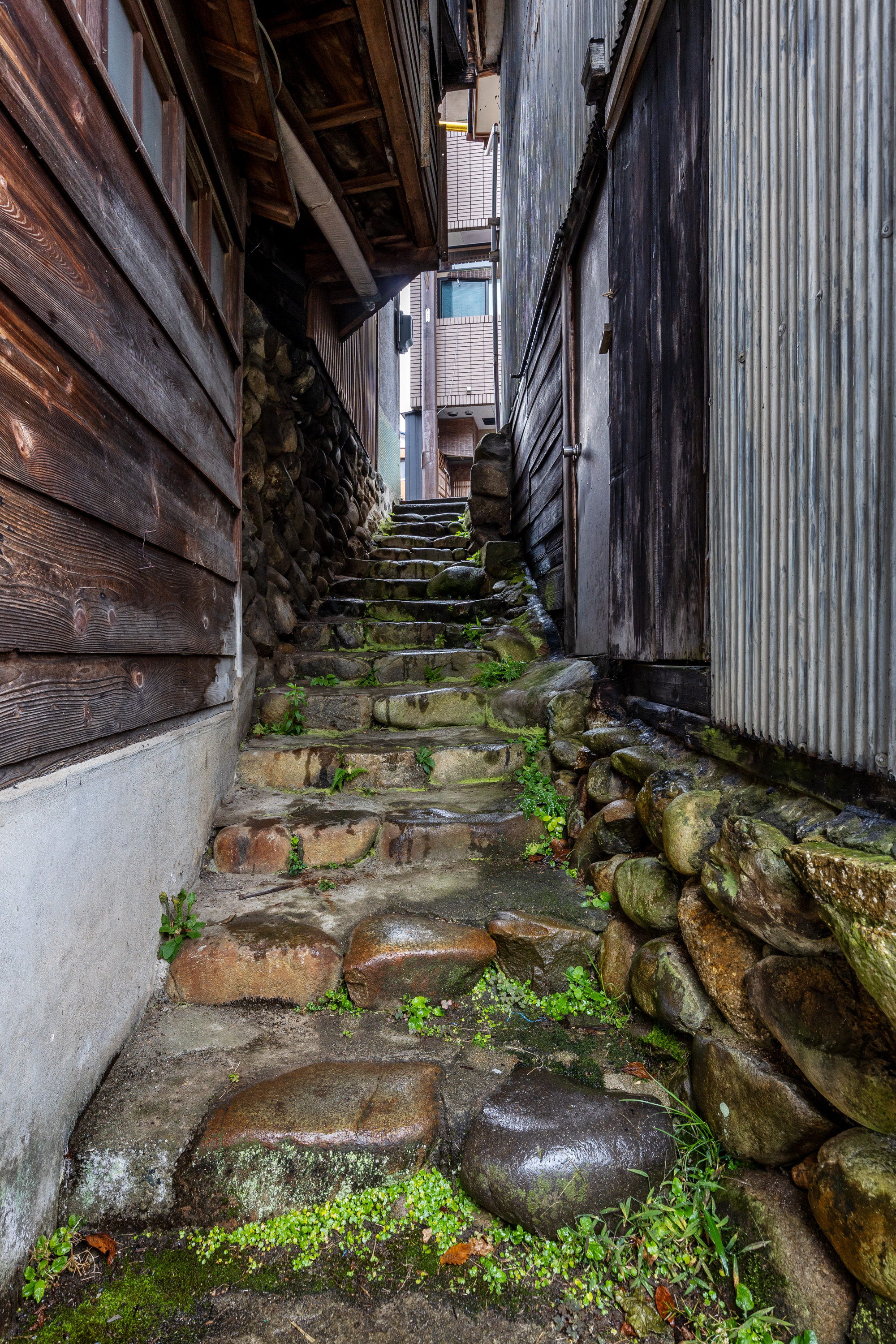
飛騨街道へ続く階段
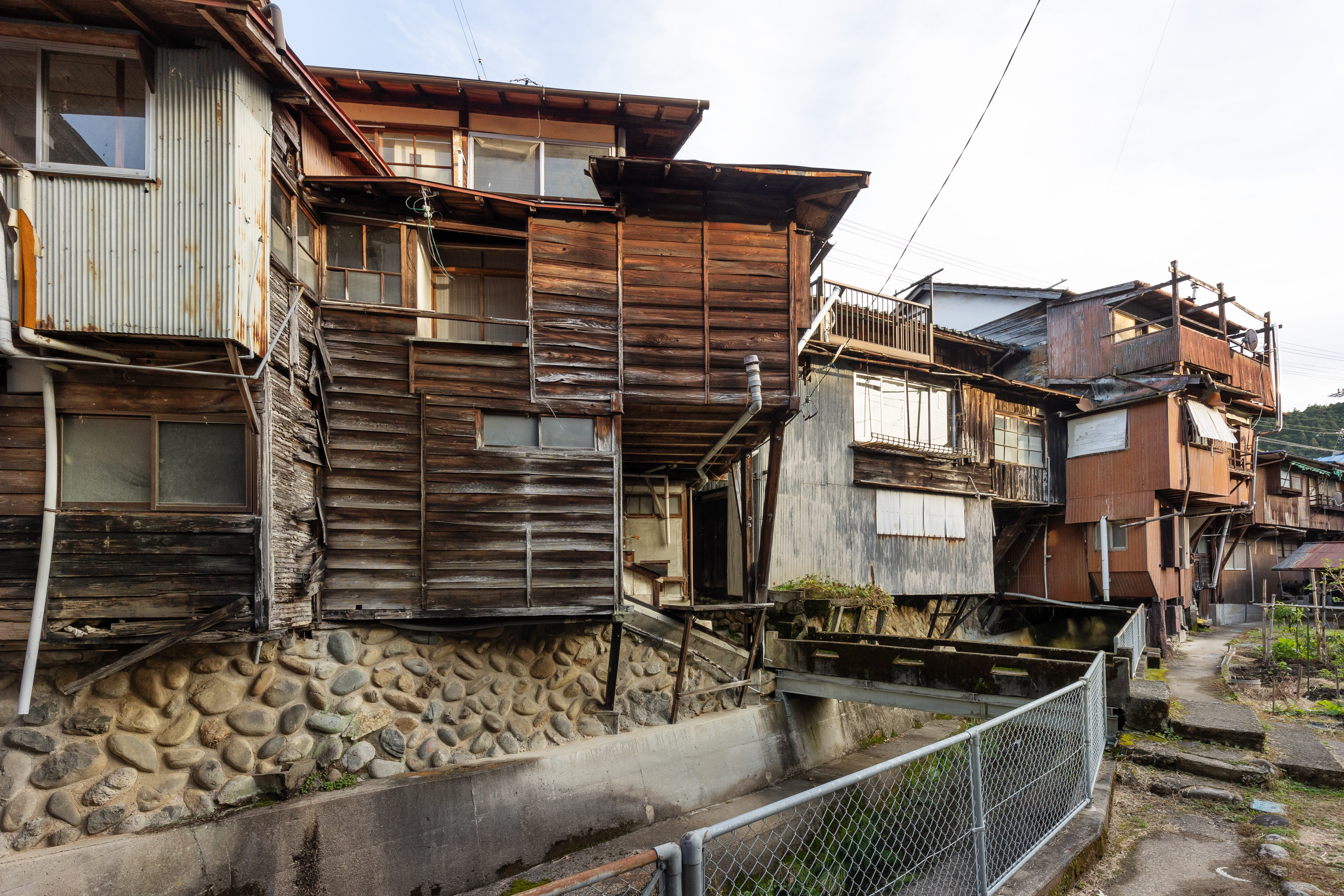
長洞谷（水路）の土手に立ち並ぶ家
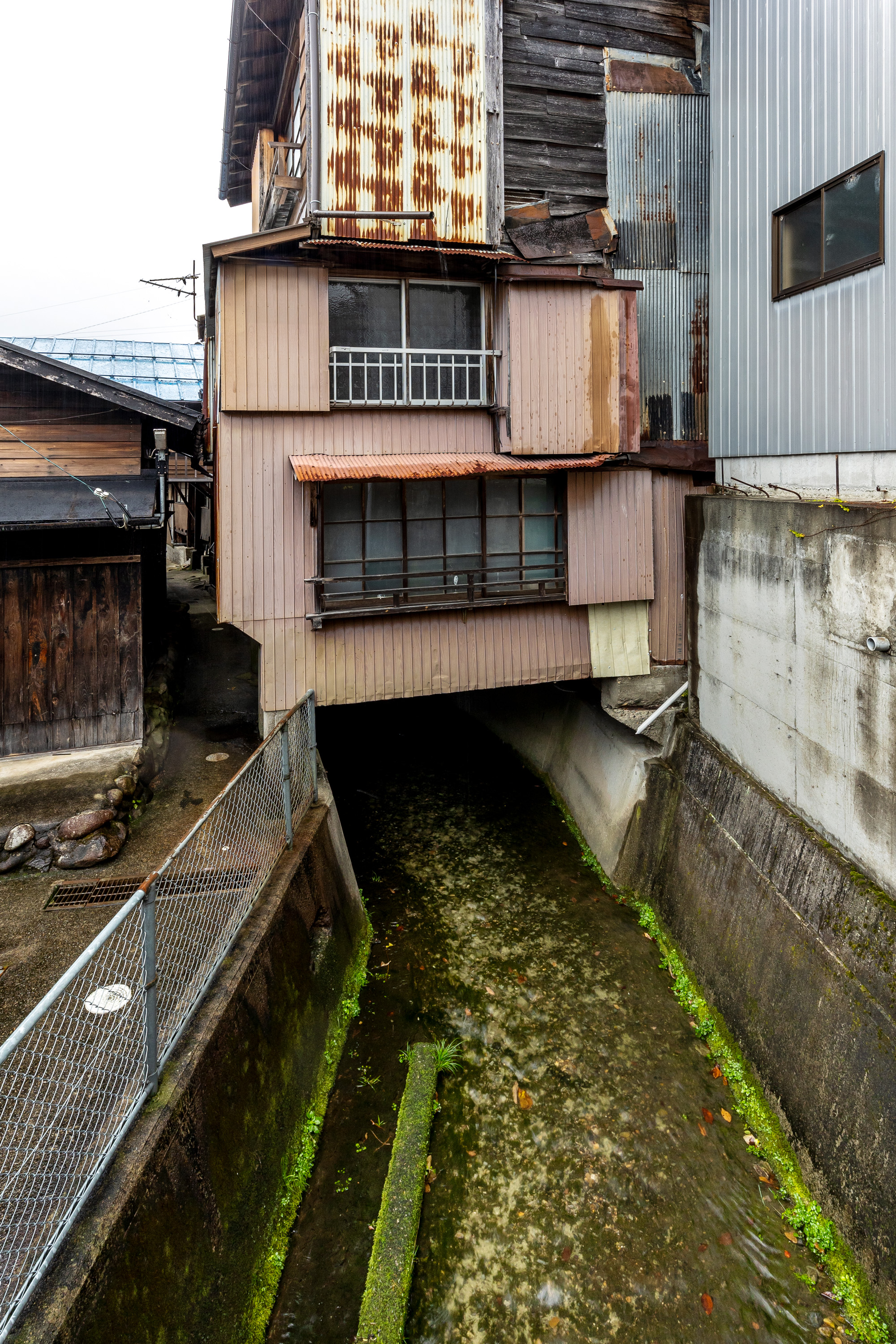
長洞谷（水路）の上に継ぎ足して建てられた3階建て
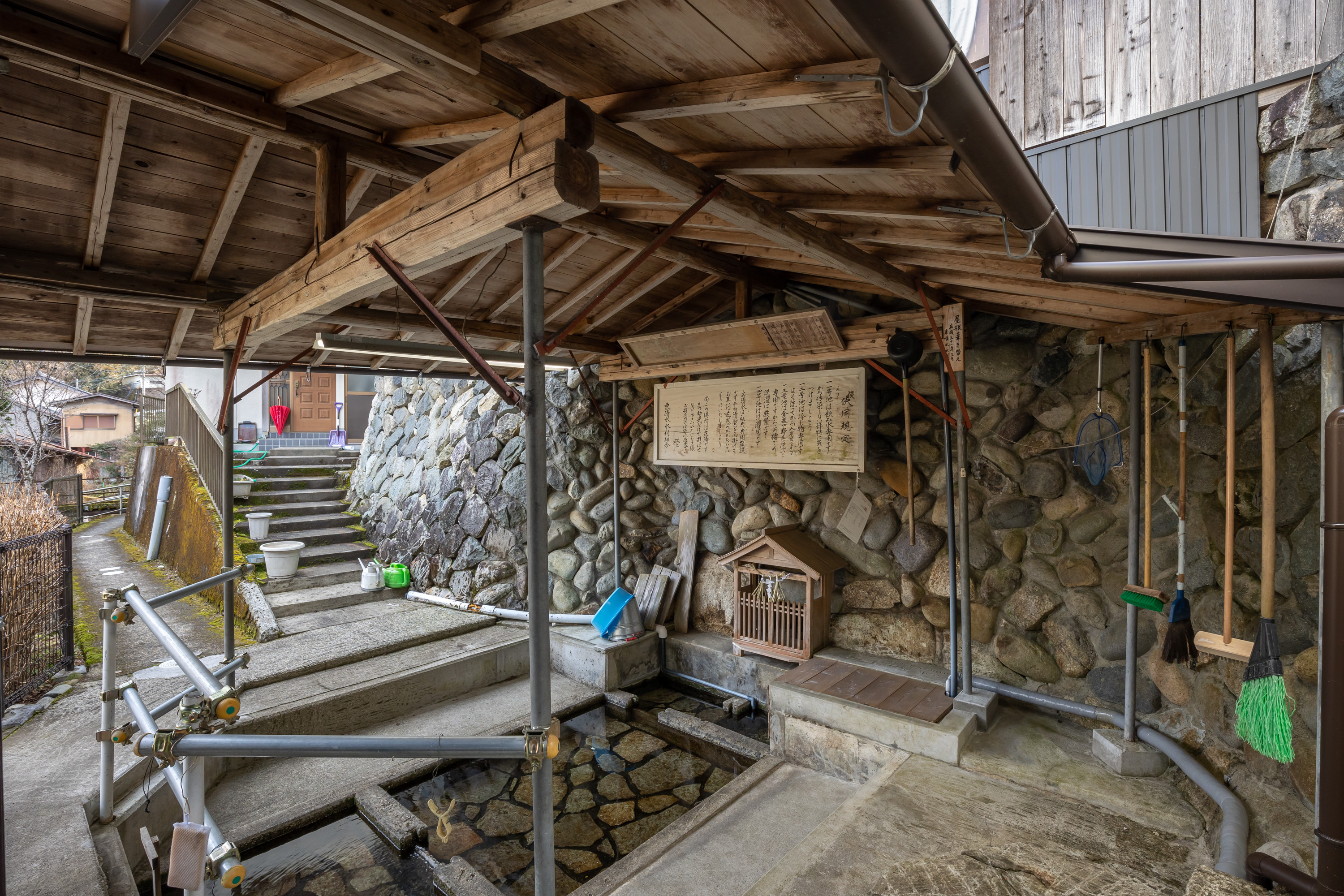
清水が湧く水場
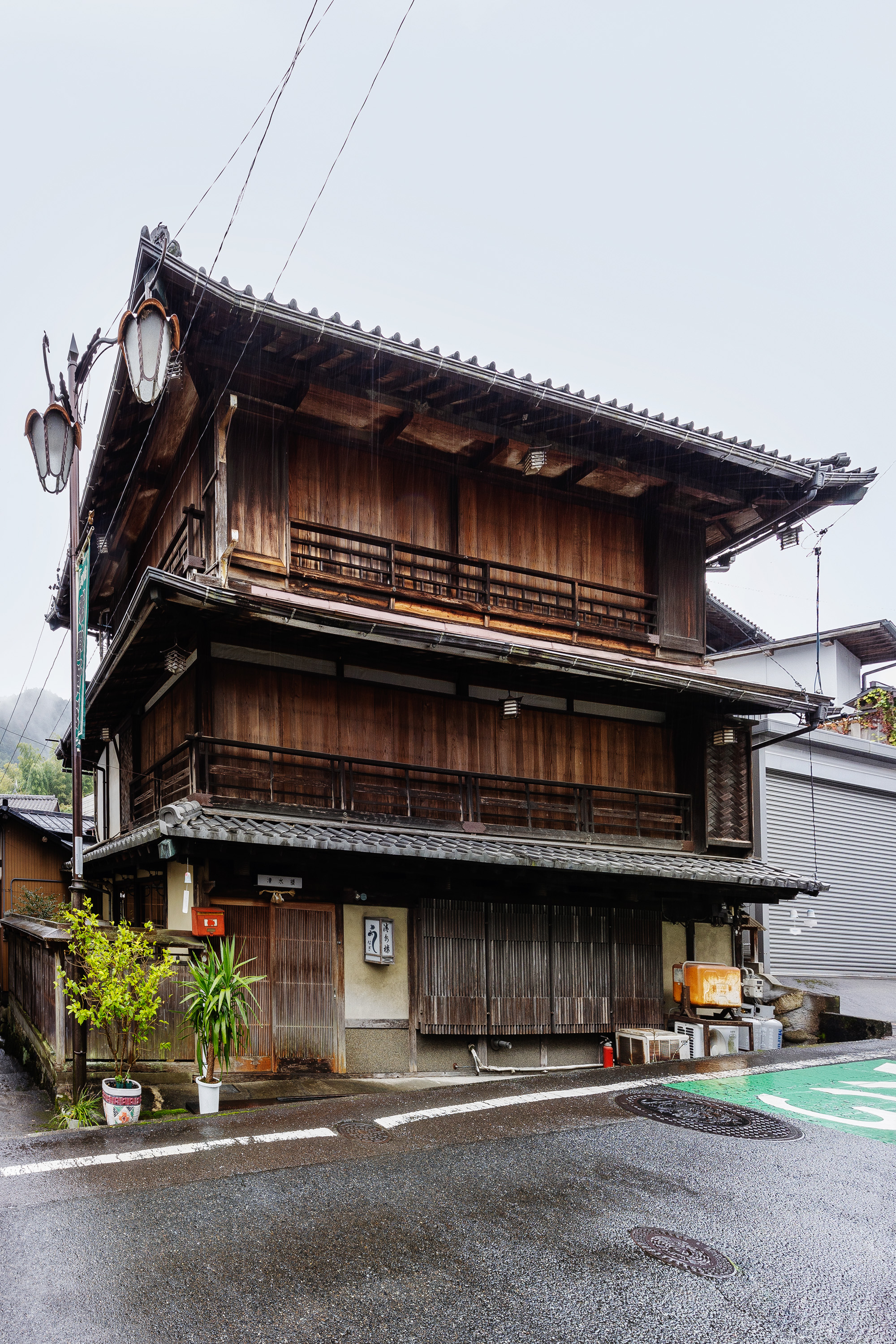
清水樓(せいすいろう)
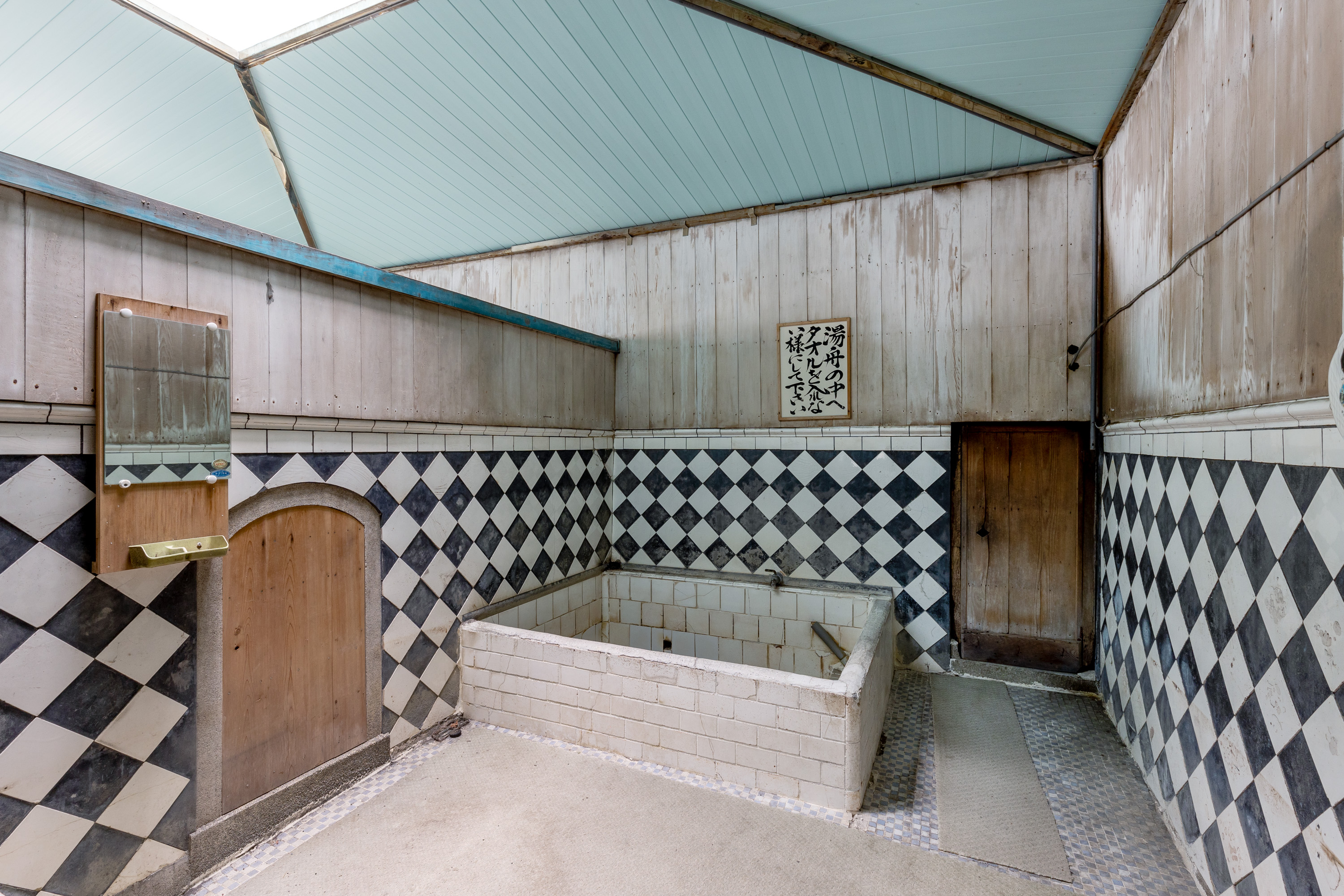
昭和の銭湯
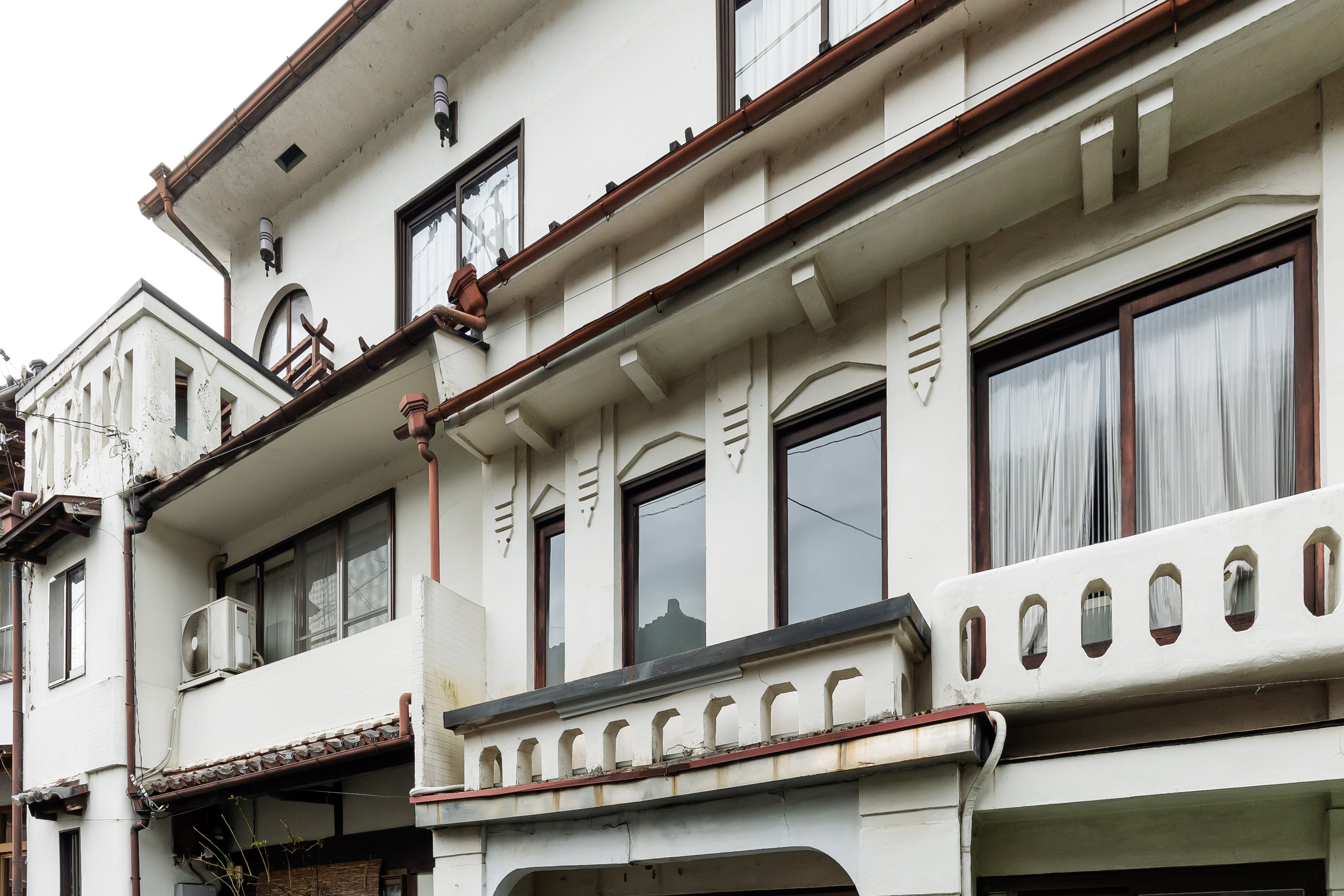
独特な建築方法の3階建
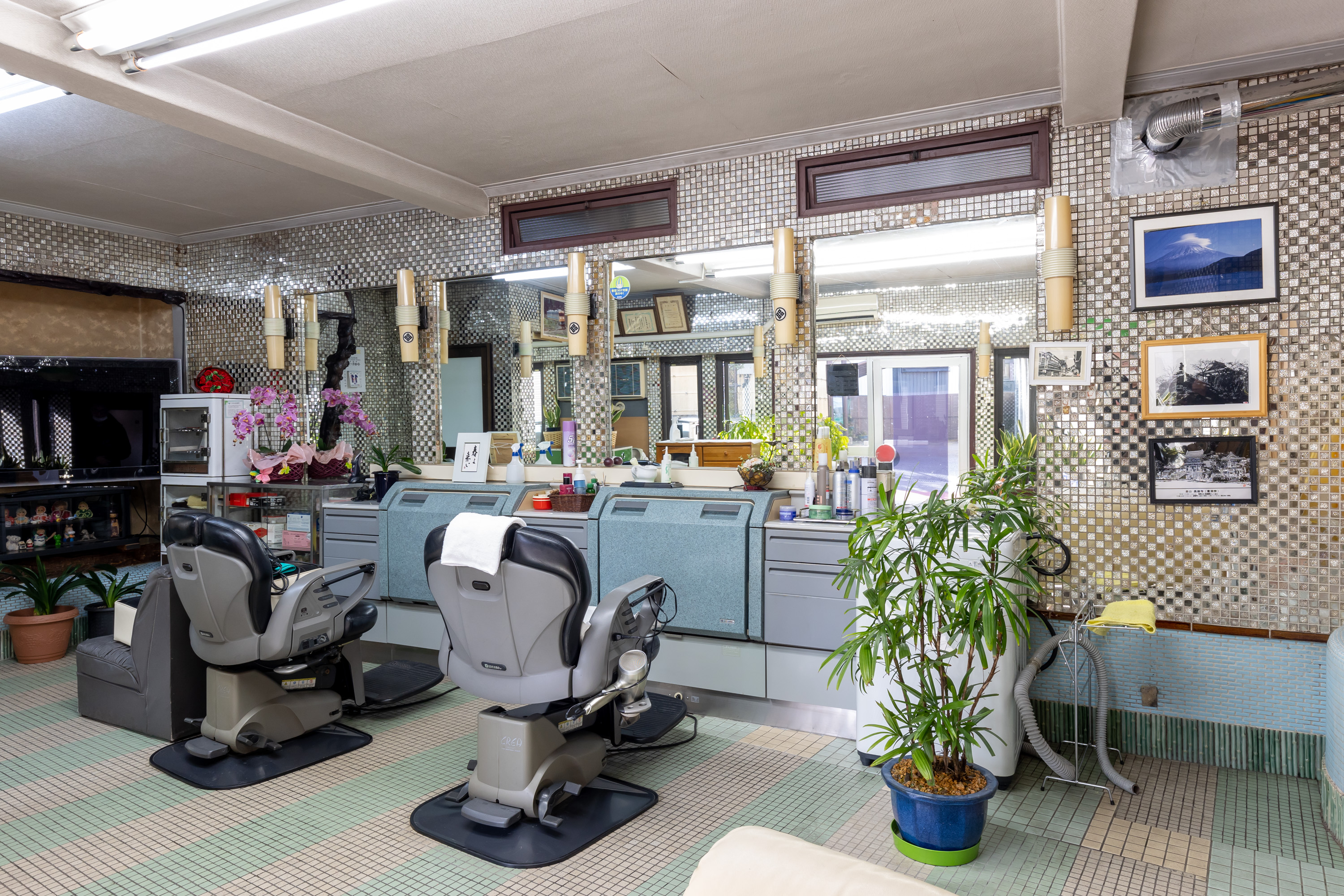
営業中の昭和レトロな理容室
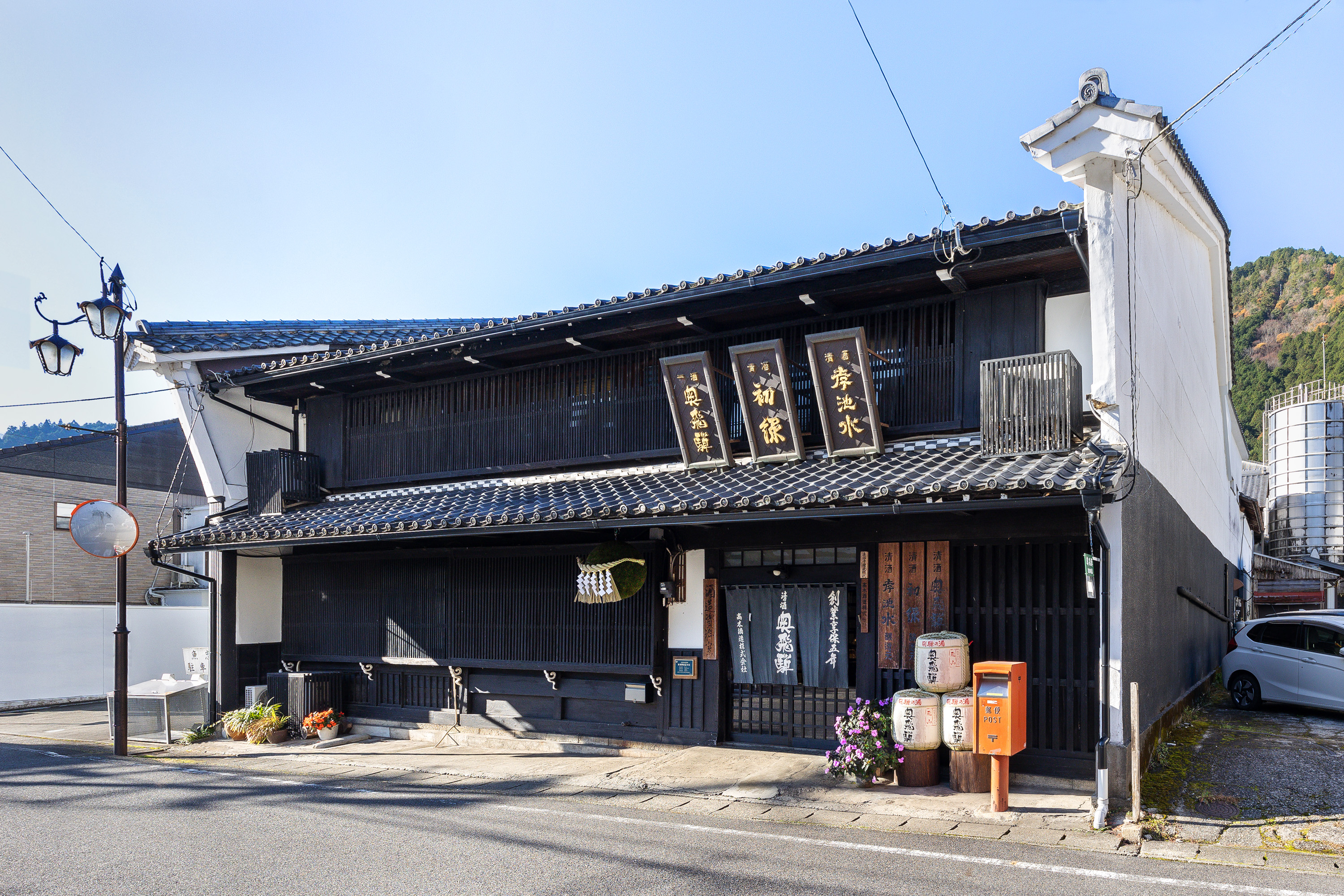
奥飛騨酒造資料館（奥飛騨酒造本店）下呂市景観重要建造物
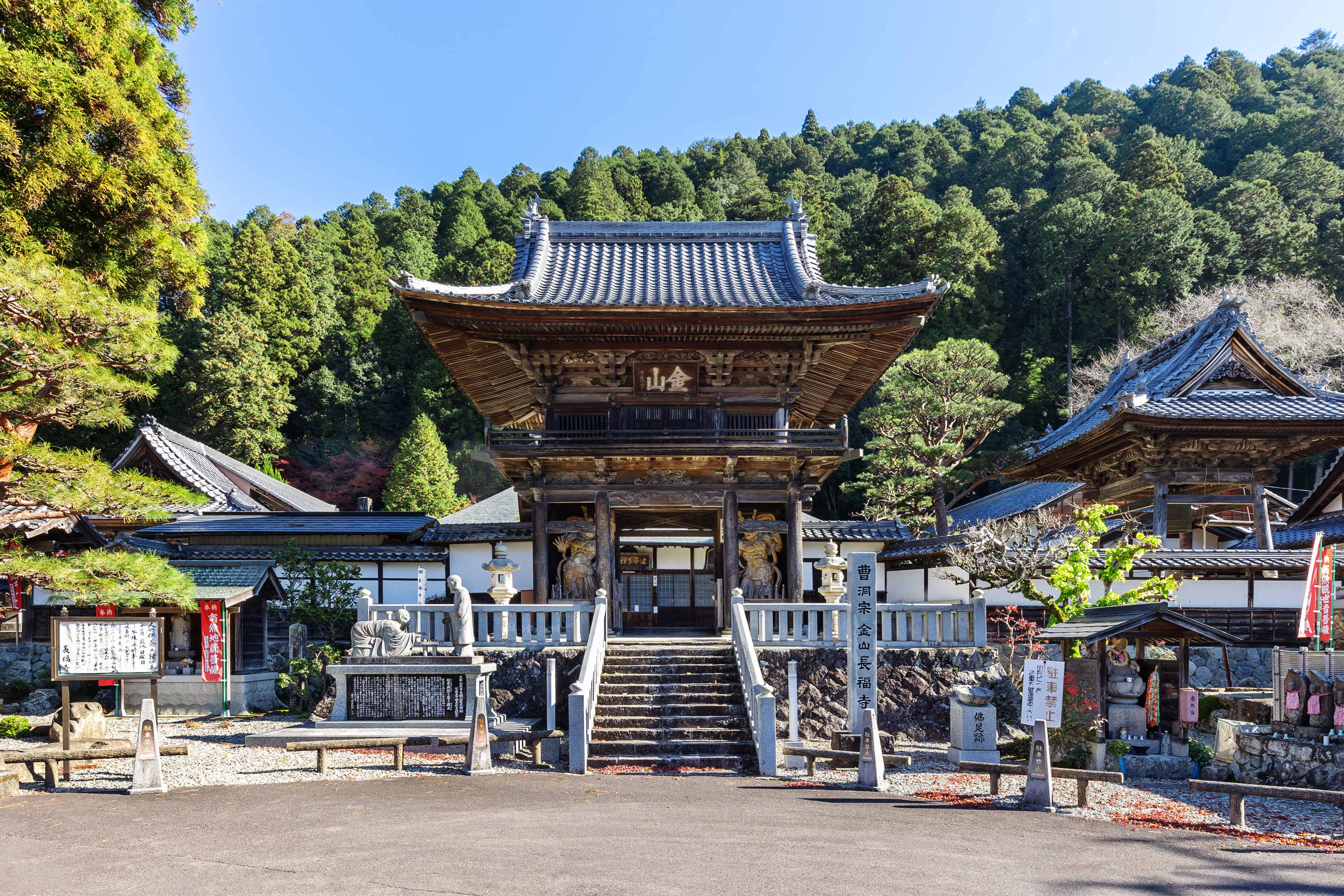
山門が下呂市指定文化財の長福寺
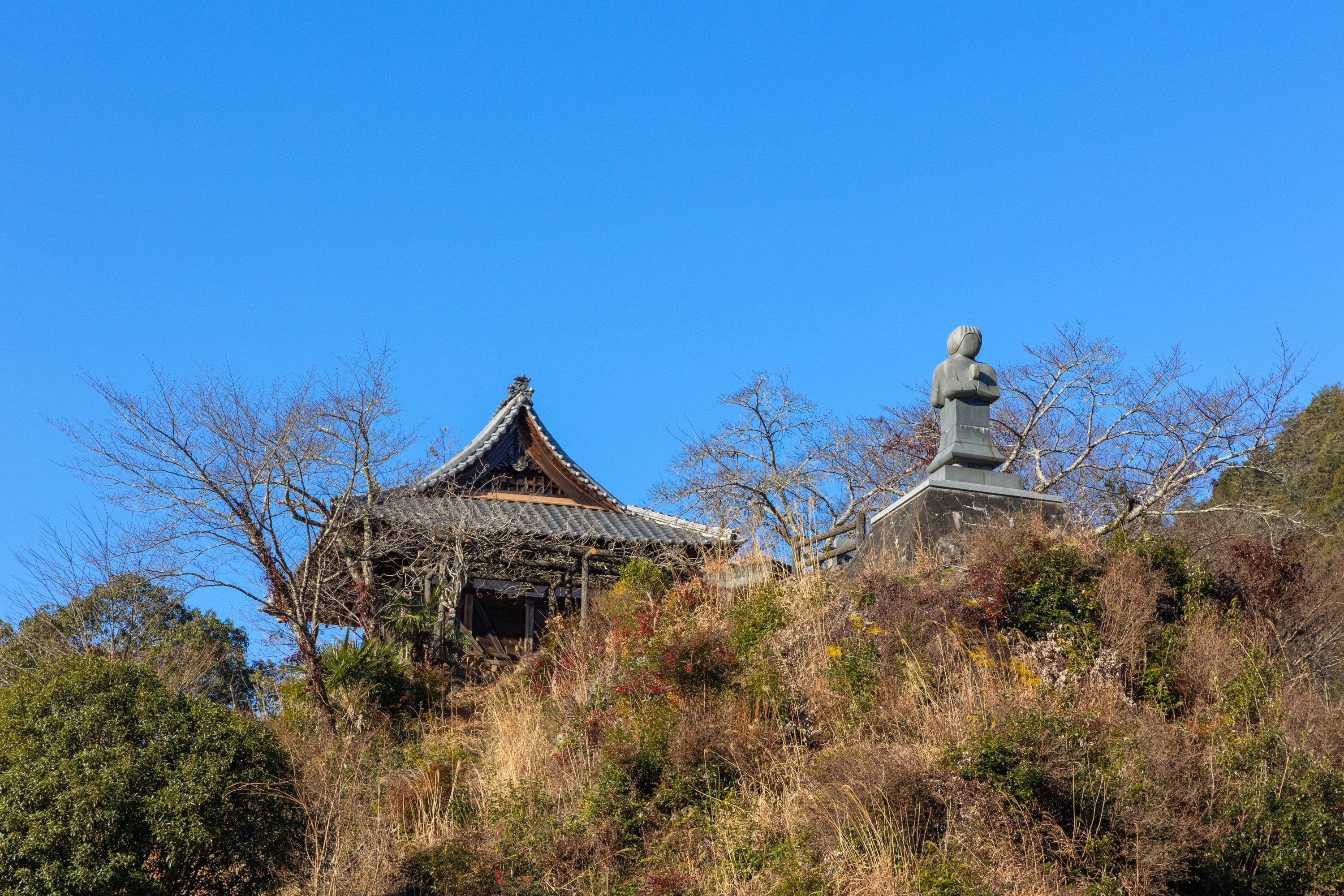
鎮守山観音堂と両面宿儺（すくな）像
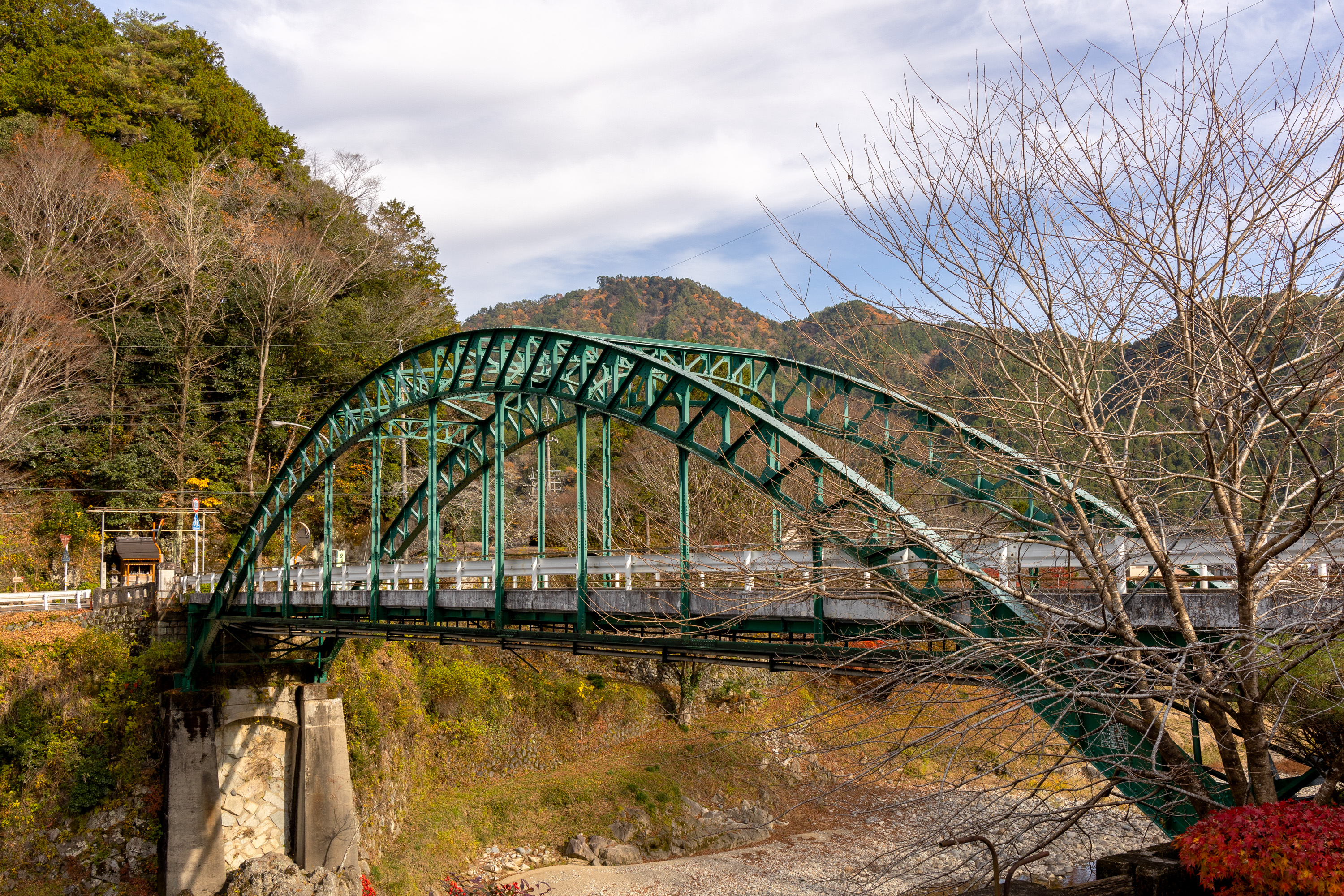
伊能忠敬の「飛騨測量はじめ点」がある飛騨と美濃の境界にある「境橋」